# Billy Moon
William Robert Moon, detto Billy (Londra, 7 giugno 1868 – Hendon, 9 gennaio 1943), è stato un calciatore inglese, di ruolo portiere.

## Carriera
Ha collezionato 7 presenze in Nazionale.